# Eucelatoria parkeri
Eucelatoria parkeri là một loài ruồi trong họ Tachinidae.